# 2,5-dideidrogluconato reduttasi
La 2,5-dideidrogluconato reduttasi è un enzima appartenente alla classe delle ossidoreduttasi, che catalizza la seguente reazione:
2-deidro-D-gluconato + NADP+ ⇄ 2,5-dideidro-D-gluconate + NADPH + H+
Questo è un enzima chiave nella produzione microbica di ascorbato. può anche ridurre l'etil 2-metilacetoacetato stereoselettivamente a etil (2R)-metil-(3S)-idrossibutanoato e può anche accettare i β-chetoesteri. L'identificazione di una beta-chetoestere reduttasi batterica come la 2,5-dideidrogluconato reduttasi collega due separate aree di biocatalisi, come la riduzione asimmetrica del carbonile e la produzione microbica della vitamina C.